# Erich Rübensam

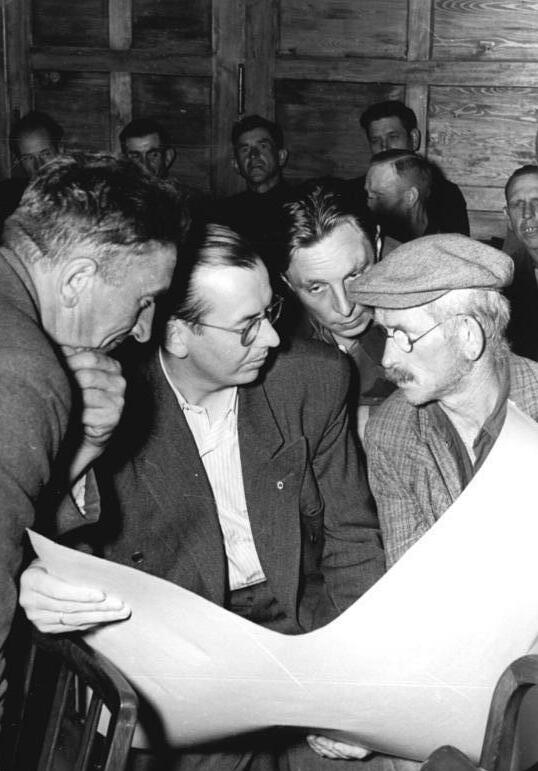
"Nationalpreisträger Dr. Rübensam (Mitte), Direktor des Instituts für Acker- und Pflanzenbau in Müncheberg, der die Patenschaft über die LPG übernommen hat, bespricht auf der Vollversammlung mit den Bauern den Anbau- und Fruchtfolgeplan 1953"

Erich Rübensam (* 18. Mai 1922 in Jaasde; † 2. Dezember 2016 in  Waldsieversdorf) war ein deutscher Agrarwissenschaftler, Hochschullehrer und Politiker (SED). Er war von 1951 bis 1967 Präsident der Deutschen Akademie der Landwirtschaftswissenschaften. Von 1954 bis 1959 war er Stellvertretender Minister für Land- und Forstwirtschaft der DDR. Von 1959 bis 1962 lehrte er als Professor an der Humboldt-Universität zu Berlin. Von 1963 bis 1989 war er Mitglied des ZK der SED.

## Leben
Rübensam wurde als Sohn eines Landwirts im Landkreis Kolberg-Körlin in der Provinz Pommern geboren. Er besuchte die Volksschule und erhielt von 1936 bis 1941 eine landwirtschaftliche Ausbildung an der Landwirtschaftsschule in Kolberg. Am 21. Juli 1940 beantragte er die Aufnahme in die NSDAP und wurde zum 1. September desselben Jahres aufgenommen (Mitgliedsnummer 7.848.858). Ab 1941 leistete er Kriegsdienst in der Wehrmacht. Er wurde im September 1944 schwer verwundet und geriet als Unteroffizier des Grenadierregiments 94 in sowjetische Kriegsgefangenschaft.
Im Dezember 1945 wurde er nach Mecklenburg in die Sowjetische Besatzungszone entlassen. Er fand Arbeit als Landarbeiter in Mönchhagen, wo seine Eltern nach dem Krieg untergekommen waren. Nach einer Begabtenprüfung konnte er von 1946 bis 1949 Landwirtschaftswissenschaften an der Universität Rostock studieren und wurde Diplomlandwirt. Im Juni 1949 wurde er Kandidat und 1951 Mitglied der Sozialistischen Einheitspartei Deutschlands (SED). Bereits zehn Monate nach dem Diplom wurde er 1950 an der Landwirtschaftswissenschaftlichen Fakultät der Universität Rostock zum Dr. agr. promoviert. Im Jahr 1951 erhielt er einen Lehrauftrag für Agrarplanung an der Universität Rostock. Von 1951 bis 1967 fungierte er als Direktor des Instituts für Acker- und Pflanzenbau Müncheberg der Deutschen Akademie der Landwirtschaftswissenschaften.
Ab 1954 war er Kandidat und von Januar 1963 bis 1989 Mitglied des ZK der SED. Bei der Neubildung der Regierung Grotewohl wurde er auf der 2. Sitzung des Ministerrates am 26. November 1954 zum Stellvertreter des Ministers für Land- und Forstwirtschaft der DDR ernannt. Rübensam übte dieses Amt bis 1959 aus. Danach war er vom 15. Mai 1959 bis 1962 Professor mit Lehrauftrag an der Humboldt-Universität zu Berlin. Von 1960 bis 1965 war er stellvertretender Leiter der Abteilung Landwirtschaft des ZK der SED. Von 1963 bis 1968 war Rübensam Vizepräsident und dann vom 31. Mai 1968 bis 9. Oktober 1987 Präsident der DAL bzw. der AdL (Nachfolger von Hans Stubbe), danach bis zur Auflösung 1990 deren Ehrenpräsident. Ab 17. Januar 1974 war er Präsident der Freundschaftsgesellschaft DDR-Algerien. 1967 wurde er zum auswärtigen Mitglied der Abteilung Landwirtschaftswissenschaften der Akademie der Wissenschaften der UdSSR gewählt.
Rübensam war verheiratet und Vater von drei Söhnen. Er lebte zuletzt in Waldsieversdorf und verstarb im Alter von 94 Jahren.

## Schriften
- Mit Kurt Rauhe: Ackerbau, VEB Deutscher Landwirtschaftsverlag, Berlin 1964.
- Vom Landarbeiter zum Akademiepräsidenten. Erinnerungen an Erlebnisse in acht Jahrzehnten, Verlag am Park, Berlin 2005, ISBN 3-89793-104-4.
- Mit Hans Wagemann als Herausgeber: Erinnerungen von Zeitzeugen an ihr Wirken in der Agrarwissenschaft der DDR, Verlag van Derner, Schwerin 2011, ISBN 978-3-937747-12-5.

## Auszeichnungen
- 1961 Ehrennadel der Gesellschaft für Deutsch-Sowjetische Freundschaft in Gold
- 1963 Nationalpreis der DDR für Wissenschaft und Technik III. Klasse im Kollektiv
- 1975 Vaterländischer Verdienstorden in Gold und 1982 Ehrenspange zum VVO in Gold
- 1987 Karl-Marx-Orden